# Sgt. Fury and his Howling Commandos
Sgt. Fury and his Howling Commandos (рус. Сержант Фьюри и его ревущая команда) — вымышленное подразделение рейнджеров армии США времён Второй мировой войны, а также одноимённая серия комиксов, издаваемая Marvel Comics в 1963—1981 годах. Созданы Стэном Ли и Джеком Кирби. Главный герой, сержант Ник Фьюри, позже стал директором тайной организации Щ.И.Т., а большинство членов Howling Commandos стали агентами под его началом.
В дополнение к Нику Фьюри, элитное спецподразделение рейнджеров под кодовым названием Howling Commandos включало в себя:
- Капрал Тимоти «Дум-Дум Дуган»;
- Рядовой Изадор «Иззи» Коэн — первый американский персонаж еврейского происхождения в комиксах[1].
- Рядовой Габриэль «Гейб» Джонс - первый негр в комиксах, но в первых комиксах был, как европовидный.
- Рядовой Дино Манели (созданный на основе Дина Мартина)[2]
- Рядовой Роберт «Ребел» Ралстон;
- Рядовой Персиваль «Пинки» Пинтертон — британский солдат, заменил Джунипера в #8 в июле 1964 года.
- Рядовой Джонатан «Джуниор» Джунипер — погиб после первых четырёх выпусков в ноябре 1963 года, что стало смелым шагом для комиксов того времени. В 1999 году Джек Кирби в своём журнале Collector писал: «Сегодня [в 1999] это не такая уж проблема, но в 1963 герои просто не могли умереть. Однако после смерти Джуниора Джунипера серия начала заметно набирать популярность и позиционироваться как военная драма, где люди погибали и не возвращались, а вы задавались вопросом, кто же будет следующим»[1].
- Рядовой Эрик Кениг — перебежчик из нацистской Германии, вступил в отряд в #27 в феврале 1966.

Иногда на один или два выпуска присоединялись другие члены, которые были убиты или оставляли команду по иным причинам, например, Фред Джонс в #81. Ещё одним смелым ходом стало убийство подруги Ника Фьюри, медицинской сестры Памелы Хоули, которая появилась в выпуске #4 и погибла во время стратегической бомбардировки Лондона #18 в мае 1965 года. Командиром роты Фьюри был Сэмюэль «Хэппи Сэм» Сойер.
- Счастливчик Сэм Сойер генерал американской армии, начальник Ника Фьюри.

## История публикаций
Издатель Marvel Comics Мартин Гудман во время обдумывания идеи серии Sgt. Fury and his Howling Commandos сказал, что дуэт Ли—Кирби вместе смогут сделать успешной даже худшую серию комиксов. В интервью в 2007 году, Ли рассказал, что изначально не был доволен названием:
Прежде всего, это было слишком длинно для названия. Слово «howling» — длинное, и  «commandos» тоже длинное, но я выбрал название Howling Commandos (рус. Ревущая команда) потому, что в армии США была группа под названием Screaming Eagles (рус. Кричащие орлы) и мне понравилось как это звучит.
Современник Ли и Кирби, художник Джон Северин в интервью начала 2000-х рассказал, что в 1950-х Кирби предложил ему партнёрство в создании синдицированной серий комикс-газет, в которых изобразить европейский театр военных действий Второй мировой войны и где был бы жесткий, жующий сигары сержант, вместе с командой молодых парней-чудаков, что-то вроде слегка повзрослевших персонажей Boy Commandos издательства DC Comics, к созданию которой Кирби приложил руку вместе с Джоном Саймоном в начале 1940-х годов.
Sgt. Fury and his Howling Commandos рассказывала об элитном подразделении рейнджеров под кодовым названием Howling Commandos, которые дислоцировались на военной базе в Англии и участвовали в миссиях, в первую очередь связанных с подавлением инициативы нацистской Германии, но не ограничивались ими. Под руководством капитана Хэппи Сэма Сойера, Фьюри стал лидером команды, состоящей не только из американцев, что было необычно для комиксов тех лет. В начале 1960-х Ли был вынужден отправить записку в типографию, занимающуюся печатью выпусков, в которой подтверждал, что Гейб Джонс действительно афроамериканец, а не «жертва» ошибки колориста, после того, как в первом выпуске кожа Джонса была значительно светлее, чем должна быть.
Серия включала в себя 167 выпусков и издавалась в период с мая 1963 по декабрь 1981 года. С сентября 1970, с #80 серия поменяла название на Sgt. Fury без упоминания его команды, что было связано с вопросом авторских прав, и выходила под таким названием вплоть до выпуска #120, выпущено в июле 1974 года. Ли и Кирби занимались работой над серией до впуска #13, после чего место Кирби занял художник-график Дик Айерс и оставался главным художником серии до #95, за то время успев нарисовать и два ежегодника. Джон Северин позже присоединился как контурщик, и вместе с Айерсом успешно работал над новыми выпусками, завоевав несколько наград. Несколько художников были задействованы в отельных выпусках — Том Саттон ненадолго сменил Айерса, когда тот ушёл в отпуск, и Херб Тимп, когда Айерс и Северн по контракту ушли писать серию The Incredible Hulk (рус. Невероятный Халк). Серия была собрана в двух коллекционных томах: *Marvel Masterworks: Sgt. Fury #1 (2006), Sgt. Fury #2 (2008). В 1968 году серия стала лауреатом премии Alley Award в номинации «Лучшая серия на военную тематику».
С 1965 года по 1971 вышло 7 выпусков Sgt. Fury and his Howling Commandos Annual.
В 2010 году 10 выпуске в журнале "Новые приключения человека-паука" появлялись Сержант Фьюри и некоторые члены его воющего коммандос - все, кроме Ребела Ралстона, Джонатана Джуниора и Эрика Коеннинга.

## Вне комиксов
- В апреле 2010 года, президент Marvel Studios Кевин Фейдж сообщил, что Howling Commandos появится в фильме 2011 года «Первый мститель» и станут частью кинематографической вселенной Marvel[11]. Название команды в фильме не упоминается, но сценарист Кристофер Маркус сообщил, что команда, которую в фильме собирает Капитан Америка, фактически и есть Howling Commandos[12]. В её состав вошли Баки Барнс, Дум-Дум Дуган, Жак Дернир, Гейб Джонс, Монтгомери Фэлсворт, Джим Морита, Джуниор Джунипер, Пинки Пинтерсон и Счастливчик Сэм Сойер. Сойер заявил, что ненавидит это название.
- В продолжении Первого мстителя - фильме Другая война 2014 года - а также сериале Агент Картер было подтверждено название "Ревущей команды".